# How to Be a Latin Lover
How to Be a Latin Lover (No Brasil: Como se Tornar um Conquistador) é um filme estadunidense de comédia romântica de 2017 dirigido por Ken Marino, escrito por Chris Spain e Jon Zack e estrelado por Eugenio Derbez, Salma Hayek, Raphael Alejandro, Raquel Welch, Rob Riggle, Rob Huebel, Rob Corddry, Renée Taylor, Linda Lavin, Kristen Bell e Rob Lowe. O filme segue um homem que passou a vida inteira casado com uma velha rica e precisa aprender a fazer isso sozinho quando ela o expulsa de sua casa. Foi lançado em 28 de abril de 2017 pela Pantelion Films e arrecadou US$62,6 milhões.

## Sinopse
Tendo feito uma carreira de sedução de mulheres idosas ricas, Maximo se casa com uma mulher rica com mais do dobro da sua idade. 25 anos depois, mimado, fora de forma e entediado de acordar ao lado de sua esposa, agora com 80 anos, ele recebe a surpresa de sua vida quando ela acaba despejando-o por um jovem vendedor de carros da McLaren.
Forçado a sair de sua mansão e desesperado por um lugar para ficar, ele entra em contato com Rick, outro gigolô mimado. Ele fica na casa de brinquedos da neta da mulher, que não passa muito bem. Ele logo se muda com sua irmã, Sara, e seu filho nerd, Hugo, em seu pequeno apartamento. Durante esse período, duas coisas ocorrem:
1. Ansioso para voltar ao colo do luxo, Maximo usa a paixão de seu sobrinho pela colega de classe Arden para alcançar seu novo alvo: a avó, Celeste (uma bilionária viúva que Rick também está mirando). Maximo tenta reacender seu charme como amante latino e falha miseravelmente. Sara conhece os golpes de Maximo e o expulsa.
2. Enquanto ensina a Hugo alguns truques que ele acha que funcionam com as mulheres, Maximo se vê vinculado ao sobrinho, e isso abre seu coração para ser menos egoísta e mais atencioso com os outros.

Eventualmente, Maximo se torna um gigolô para a mulher com quem Rick costumava viver, e ele conserta o relacionamento com sua irmã e sobrinho.

## Elenco
- Eugenio Derbez como Maximo
  - Noel Carabaza como Maximo
  - Vadhir Derbez como Maximo com 21 anos
- Salma Hayek como Sara, irmã distante de Maximo.
  - Manelly Zepeda como Sara Jovem
- Raphael Alejandro como Hugo, filho nerd e adorável de Sara e sobrinho de Maximo.
- Rob Lowe como Rick, o Gigolo, o amigo igualmente rico de Maximo.
- Kristen Bell como Cindy, uma mulher solitária e solteira, que trabalha em uma loja de iogurte congelado e mora sozinha com suas dezenas de gatos.
- Raquel Welch como Celeste Birch, alvo de Maximo e avó de Arden, a quem Maximo tenta seduzir para viver novamente uma vida de luxo.
- Linda Lavin como Millicent Dupont, a mulher rica cujo gigolô Maximo finalmente se torna.
- Renée Taylor como Peggy, a esposa rica e idosa de Maximo. Ela deixa Maximo por um vendedor de carros jovem e pouco atraente.
- Rob Riggle como Scott
- Rob Huebel como Nick
- Rob Corddry como Quincy, o motorista de Celeste.
- Mckenna Grace como Arden, a paixão de Hugo.
- Mather Zickel como James, o interesse amoroso de Sara.
- Michaela Watkins como Gwen, chefe de Sara.
- Michael Cera como Remy, um vendedor de carros.
- "Weird Al" Yankovic como Weird Al[6]
- Ben Schwartz como Jimmy
- Jeffrey Scott Basham como Valet
- Omar Chaparro como Rafa
- José Eduardo Derbez como Drink Waiter

## Produção
Em 5 de junho de 2015, foi anunciado que a empresa de produção de Eugenio Derbeze Benjamin Odell, com sede em Santa Monica, 3Pas Studios e a joint venture da Televisa/Lionsgate, a Pantelion Films, compraram um roteiro de comédia original sem título de Chris Spain e Jon Zack, com a Lionsgate lançando sob seu primeiro contrato. Em 26 de outubro de 2015, Ken Marino foi contratado para dirigir o filme, estrelado por Derbez. Em 28 de abril de 2016, Rob Lowe, Kristen Bell, Raquel Welch e Rob Riggle se juntaram ao elenco do filme, juntamente com outros, incluindo Renée Taylor, Rob Huebel, Michaela Watkins e Linda Lavin. Em 11 de maio de 2016, Mckenna Grace se juntou ao elenco.

## Lançamento
O primeiro trailer foi lançado em 21 de dezembro de 2016. O filme foi lançado em 28 de abril de 2017 pela Pantelion Films.

### Bilheteria
How to Be a Latin Lover arrecadou US$32,1 milhões nos Estados Unidos e Canadá e US$30,4 milhões em outros territórios, num total mundial de US$62,6 milhões, contra um orçamento de produção de US$10 a 13 milhões.
Na América do Norte, o filme foi lançado ao lado de The Circle, Sleight e Baahubali 2: The Conclusion, e foi projetado para arrecadar cerca de US$7 milhões em 1,118 cinemas no fim de semana de estréia. O filme acabou arrecadando US$3,9 milhões no primeiro dia e US$12,3 milhões no fim de semana, terminando em segundo nas bilheterias atrás de The Fate of the Furious. 89% da audiência do fim de semana de abertura era hispânica. O filme arrecadou US$5,1 milhões em seu segundo final de semana (queda de 58%) e US$3,9 milhões em terceiro (queda de apenas 25%), terminando em 4 e 7, respectivamente. 

### Resposta crítica
No agregador de críticas Rotten Tomatoes, o filme tem uma classificação de aprovação de 39% com base em 31 críticas, com uma classificação média de 4,75/10.  Em Metacritic, o filme tem uma pontuação de 54 em 100, com base em 11 críticos, indicando "críticas mistas ou médias". As audiências consultadas pelo CinemaScore deram ao filme uma nota média de "A" em uma escala de A+ a F.
Joe Leydon, da Variety, escreveu: "Existem algumas partes muito engraçados espalhadas no processo, juntamente com algumas piadas sombrias e cômicas que parecem pertencer a um filme diferente, mas são bem-vindas aqui".

### Mídia doméstica
How to Be a Latin Lover foi lançado em Digital HD em 1 de agosto de 2017 e lançado duas semanas depois em Blu-ray e DVD em 15 de agosto de 2017.

## Remake
Um remake em francês intitulado Just a Gigolo nos mercados de língua francesa foi lançado em abril de 2019. O filme foi dirigido por Olivier Baroux, co-escrito por Baroux e Kad Merad, e estrelado por Merad, Anne Charrier, Pascal Elbé e Thierry Lhermitte, entre outros.